# Lubochow
Lubochow, niedersorbisch Lubochow, ist ein Ort im südbrandenburgischen Landkreis Oberspreewald-Lausitz. Der Ort ist Teil der Gemeinde Neu-Seeland, die zum Amt Altdöbern gehört. Lubochow liegt in der Niederlausitz nordwestlich von Welzow am neu entstehenden Altdöberner See und zählt zum amtlichen Siedlungsgebiet der Sorben/Wenden.

## Geschichte

### Ortsgeschichte
Im Jahre 1486 wurde Lubochow erstmals als „Lubichow“ erwähnt. Der Ortsname leitet sich wie der Ort Lubachau im Landkreis Bautzen vom Personennamen Ľuboch ab. Der Ortsname wurde 1652 als Lubochow genannt. Die niedersorbischen Namensvarianten Lůbochow und Lubochow wurden 1761 und 1843 erwähnt. Bis zum Jahr 1835 war der Ort Gutsdorf, das dann versteigert wurde. Es wurde in elf Bauernwirtschaften umgewandelt.
Ungefähr einen Kilometer nordwestlich des Orts lag die Luboch-Mühle. Die Mühle wurde 1568 erstmals in einer Lehnurkunde erwähnt und war eine Mahl-, Ölschlag- und Sägemühle. Südwestlich von Lubochow liegt die Halangmühle, die 1757 als Wassermühle erstmals urkundlich erwähnt wurde. Heute sind beide Mühlen bewohnt. Im Jahr 1837 wurde die Lubochower Schule erbaut, sie steht neben dem Gemeindehaus. Im Jahre 1880 waren 31,5 Prozent der Einwohner Sorben.
Am 1. Oktober 1964 wurde der später devastierte Ort Buchholz nach Lubochow eingemeindet und am 1. Januar 1989 der Ort Pritzen. Im Jahre 1989 kam es zu einem Teilortsabbruch durch den Tagebau Greifenhain, vier Einwohner mussten umgesiedelt werden. Im Zuge der brandenburgischen Gemeindegebietsreform kam es zum 1. Februar 2002 zur Bildung der Gemeinde Neu-Seeland aus den Gemeinden Lindchen, Ressen und Bahnsdorf sowie Lubochow. Zum gleichen Zeitpunkt wurde die Ortslage Pritzen Bestandteil der Gemeinde Altdöbern.

## Einwohnerentwicklung
| Einwohnerentwicklung in Lubochow von 1875 bis 2001 | Einwohnerentwicklung in Lubochow von 1875 bis 2001 | Einwohnerentwicklung in Lubochow von 1875 bis 2001 | Einwohnerentwicklung in Lubochow von 1875 bis 2001 | Einwohnerentwicklung in Lubochow von 1875 bis 2001 | Einwohnerentwicklung in Lubochow von 1875 bis 2001 | Einwohnerentwicklung in Lubochow von 1875 bis 2001 | Einwohnerentwicklung in Lubochow von 1875 bis 2001 |
| Jahr                                               | Einwohner                                          | Jahr                                               | Einwohner                                          | Jahr                                               | Einwohner                                          | Jahr                                               | Einwohner                                          |
| -------------------------------------------------- | -------------------------------------------------- | -------------------------------------------------- | -------------------------------------------------- | -------------------------------------------------- | -------------------------------------------------- | -------------------------------------------------- | -------------------------------------------------- |
| 1875                                               | 152                                                | 1890                                               | 160                                                | 1910                                               | 153                                                | 1925                                               | 150                                                |
| 1933                                               | 164                                                | 1939                                               | 157                                                | 1946                                               | 212                                                | 1950                                               | 189                                                |
| 1964                                               | 136                                                | 1971                                               | 129                                                | 1981                                               | 100                                                | 1985                                               | 103                                                |
| 1989                                               | 151                                                | 1990                                               | 141                                                | 1991                                               | 135                                                | 1992                                               | 128                                                |
| 1993                                               | 130                                                | 1994                                               | 131                                                | 1995                                               | 135                                                | 1996                                               | 130                                                |
| 1997                                               | 132                                                | 1998                                               | 132                                                | 1999                                               | 135                                                | 2000                                               | 146                                                |
| 2001                                               | 166                                                |                                                    |                                                    |                                                    |                                                    |                                                    |                                                    |